# Фабелинский, Иммануил Лазаревич
Иммануи́л Ла́заревич Фабели́нский (27 января 1911, Граево Гродненской губернии — 2 августа 2004, Москва, Россия) — советский и российский физик-экспериментатор, член-корреспондент АН СССР (1979).

## Биография
Родился 27 января 1911 года в семье врача Лазаря Ионовича Фабелинского. После окончания школы-десятилетки в Льгове (1929) на протяжении двух лет работал токарем на сахарном заводе имени Карла Либкнехта в посёлке Пены Курской области.
Окончил физический факультет МГУ в 1936 году. В 1942 году защитил кандидатскую диссертацию. C 1943 года — сотрудник оптической лаборатории в ФИАН. В этом же институте он проработал до конца своей жизни. В 1955 году защитил докторскую диссертацию «Молекулярное рассеяние света в жидкостях». Профессор (1969).
В разное время преподавал на физическом факультете МГУ, в Инженерно-физическом, Энергетическом и Физико-техническом институтах.
Опубликовал более 150 научных работ, основные из которых посвящены физической оптике и молекулярной акустике, подготовил 17 кандидатов наук и 4 докторов наук.
Избран членом-корреспондентом АН СССР 15 марта 1979 года по Отделению общей физики и астрономии (с 1991 года — член-корреспондент РАН).
Сыновья: Виктор, кандидат физико-математических наук, старший научный сотрудник ИОФ РАН; Юрий, сотрудник ГЕОХИ РАН.
Похоронен на Николо-Архангельском кладбище в колумбарии.

## Награды и премии
- Премия им. Ломоносова — 1966 год
- Государственная премия Узбекистана им. А. Р. Бируни — 1983 год
- Премия имени Л. И. Мандельштама — 1991 год
- Золотая медаль имени С. И. Вавилова — 2000 год